# Parafia Trójcy Przenajświętszej w Bogdanowie
Parafia Trójcy Przenajświętszej w Bogdanowie – parafia rzymskokatolicka, znajdująca się w archidiecezji częstochowskiej, w dekanacie Rozprza.